# Apogon lineatus
Apogon lineatus is een straalvinnige vissensoort uit de familie van kardinaalbaarzen (Apogonidae). De wetenschappelijke naam van de soort is voor het eerst geldig gepubliceerd in 1842 door Temminck & Schlegel.